# Хочу бути тобою
«Хочу бути тобою» (англ. In Her Shoes) — американська комедійна драма 2005 року, заснована на однойменному романі Дженніфер Вайнер. Стрічка поставлена режисером Кертісом Гансоном з Камерон Діас, Тоні Коллетт та Ширлі Маклейн в головних ролях. У фільмі розповідається про відносини між двома сестрами та їх бабусею.

## Сюжет
Меггі (Камерон Діас) і Роуз Феллер (Тоні Коллетт) є сестрами, які не мають нічого спільного окрім розміру взуття. Вони були виховані батьком Майклом (Кен Говард) та мачухою (Кендіс Аззара), яка всиновила дівчат після загибелі їх матері в автомобільній аварії. Найстарша сестра Роуз — простий і серйозний адвокат, який захищає Меггі, незважаючи на її недоліки. Меггі — вільна душа, яка не може триматися за постійну роботу (у зв'язку з її фактичною нездатністю читати), схильна до алкоголю і чоловіків задля емоційної та фінансової підтримки. Роуз неохоче дозволяє Меггі переїхати до своєї квартири в Філадельфію, після того як мачуха виганяє її з дому. Їх і без того важким відносинам насатає кінець, коли Меггі відбиває у сестри її хлопця і затягує до себе в ліжко. Роуз не терпить зради і виганяє з квартири Меггі.
За кілька днів до того, таємно шукаючи в столі батька гроші, Меггі знаходить пачку старих вітальних листівок з невеликою сумою грошей. Вона була вражена, виявивши, що листівки були адресовані їй та сестрі Роуз від бабусі Елли (Ширлі Маклейн). Тепер, бездомна й без перспективи працевлаштування, Меггі їде до Делрей-Біч, штат Флорида, аби відшукати бабусю і використовувати її як нове джерело доходу.
Коли Елла вперше отримує звістку від Меггі, вона запрошує її зупинитися в своєму будинку, частково з почуттям провини за відмову від своїх обов'язків бабусі. Проте, з часом, Елла виявляє, що Меггі приїхала аби нічого не робити, а тільки засмагати і отримувати від неї гроші. Тим часом, Роуз вирішує кинути свою роботу і почати зустрічатися з Саймоном Стейном (Марк Фюрштайн), якого вона раніше ігнорувала.
Після влаштування на роботу з догляду за людьми похилого віку Меггі допомагає одному зі своїх пацієнтів, сліпому професору англійської літератури у відставці (Норман Ллойд), який попросив Меггі читати йому поезію. Вона робить це, але з великими труднощами. Після запитання, чи вона дислексик, професор рекомендує Меггі продовжити читання з ним, пропонуючи їй емоційну підтримку. Меггі знаходить у професорі друга — першу людину в житті, яка не висміює її труднощі з читанням (і насправді допомагає їй вдосконалюватися в цій області). В результаті проведення свого часу з професором, впевненість Меггі зростає не тільки у читанні, але і в її загальному уявленні про себе. Крім того, вона також починає товаришувати з людьми пенсійного віку. При цьому, Меггі виявляє, що серед літніх жінок вкрай необхідні засоби до існування: особистий асистент покупок — діяльність в якій Меггі показує величезний талант. Елла (яка також не висміює її труднощі з математикою) пропонує допомогти з фінансовими аспектами бізнесу. У процесі, вони стають близькішими і вирішують їх минулі історії.
Елла таємно зв'язується з Роуз і посилає їй квиток на літак, просячи її приїхати з візитом до себе. Роуз приголомшена цим повідомленням вирішує прийняти пропозицію бабусі з якою вона не бачилась довгий час, але по приїзду виявляється, що з нею мешкає Меггі. Після довгих розмов з Еллою з'ясовується, що автокатастрофа їх матері була актом самогубства (їхня мати боролася з психічним розладом і відмовилася взяти свої ліки). Між трьома жінками зав'язуються тісні відносини і вони навчаються вирішувати своє складне минуле. На весіллі Роуз, Елла примиряється з Майклом, а Меггі читає вірш нареченій як весільний подарунок.

## У ролях
| У ролях         |  | Персонаж            |
| --------------- |  | ------------------- |
| Камерон Діас    |  | Меггі Феллер        |
| Тоні Коллетт    |  | Роуз Феллер         |
| Ширлі Маклейн   |  | Елла Гірш           |
| Кен Говард      |  | Майкл Феллер        |
| Кендіс Аззара   |  | Сиділ Феллер        |
| Річард Бургі    |  | Джим Денверс        |
| Енсон Маунт     |  | Тодд                |
| Марк Фоєрстін   |  | Саймон Штайн        |
| Івана Миличевич |  | Керолайн            |
| Норман Ллойд    |  | професор літератури |

## Номінації
| Нагороди та номінації     | Нагороди та номінації              | Нагороди та номінації | Нагороди та номінації | Нагороди та номінації |
| Нагорода                  | Категорія                          | Номінант              | Результат             |                       |
| ------------------------- | ---------------------------------- | --------------------- | --------------------- | --------------------- |
| Золотий глобус            | Найкраща жіноча роль другого плану | Ширлі Маклейн         | Номінація             |                       |
| Супутникова нагорода      | Найкраща жіноча роль (драма)       | Тоні Коллетт          | Номінація             |                       |
| Супутникова нагорода      | Найкраща жіноча роль другого плану | Ширлі Маклейн         | Номінація             |                       |
| Australian Film Institute | Найкраща жіноча роль               | Тоні Коллетт          | Номінація             |                       |
| Imagen Foundation Award   | Найкраща жіноча роль               | Камерон Діас          | Номінація             |                       |